# Aérodrome de Chelles - Le Pin
L’aérodrome de Chelles - Le Pin (code OACI : LFPH) est un aérodrome civil, ouvert à la circulation aérienne publique (CAP), situé à 2 km au nord-est de Chelles en Seine-et-Marne (région Île-de-France, France).
Il est utilisé pour la pratique d’activités de loisirs et de tourisme (aviation légère). Sa gestion est assurée par le Groupe ADP.

## Histoire
En mars 1930, quelques mordus de vol à voile fondent le « Club aéronautique de Chelles ».
En 1936, ils acquièrent un terrain au lieu-dit La Mare Longue Noue et constituent le premier aéro-club à voile et à moteur.
En 1947, l’aérodrome est ouvert aux activités civiles après avoir été un terrain militaire jusqu’à la fin de la Seconde Guerre mondiale. Puis, l’armée vend des parcelles de terrains pour que se forment des aéroclubs.
Le 9 avril 2017, un avion de tourisme s'écrase à l'atterrissage, provoquant la mort sur le coup de la pilote, une élève de 27 ans.

## Situation
| \| 20 km1:401 000 \| Beynes - Thiverval Chavenay - Villepreux Chelles Coulommiers Fontenay-Trésigny La Ferté-Alais Lognes-Émerainville Mantes - Chérence Meaux - Esbly Melun-Villaroche Moret - Épisy Nangis Les Loges Saint-Cyr-l'É. Les Mureaux Étampes Charles-de-Gaulle Le Bourget Orly Pontoise - Cormeilles-en-V. Paris-Saclay-Versailles Issy-les-M. Villacoublay |
| 20 km1:401 000 |

## Installations
L’aérodrome dispose de deux pistes en herbe :
- une piste orientée nord-sud (04/22) longue de 600 mètres et large de 100 ;
- une piste orientée est-ouest (11/29) longue de 650 mètres et large de 100.

L’aérodrome n’est pas contrôlé. Les communications s’effectuent en auto-information sur la fréquence de 123,925 MHz.
S’y ajoutent :
- une aire de stationnement ;
- des hangars ;
- une station d’avitaillement en carburant (100LL) et en lubrifiant[5].

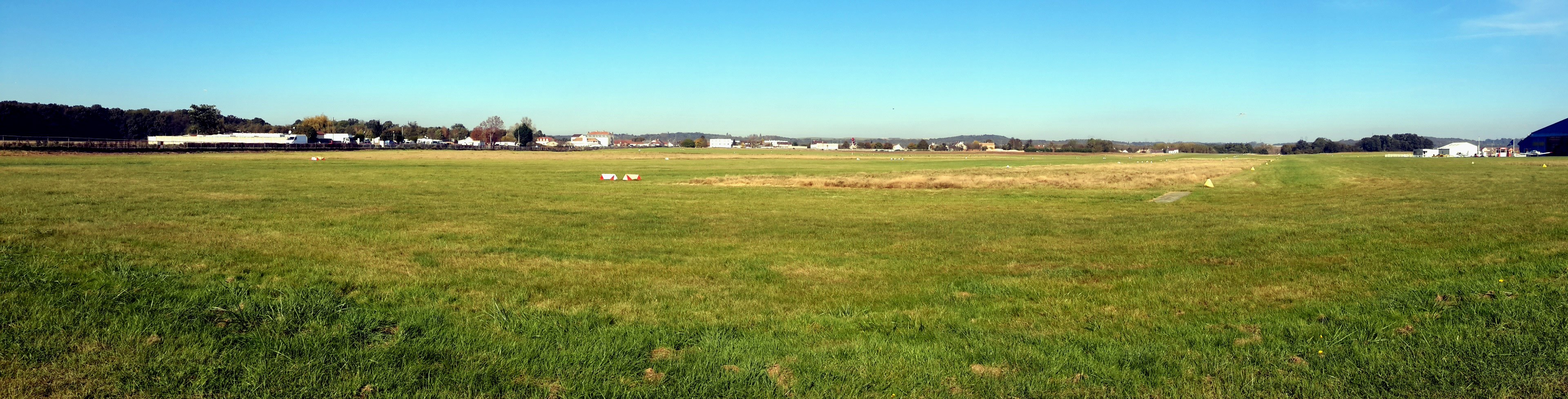
Les deux pistes en herbe.

## Activités

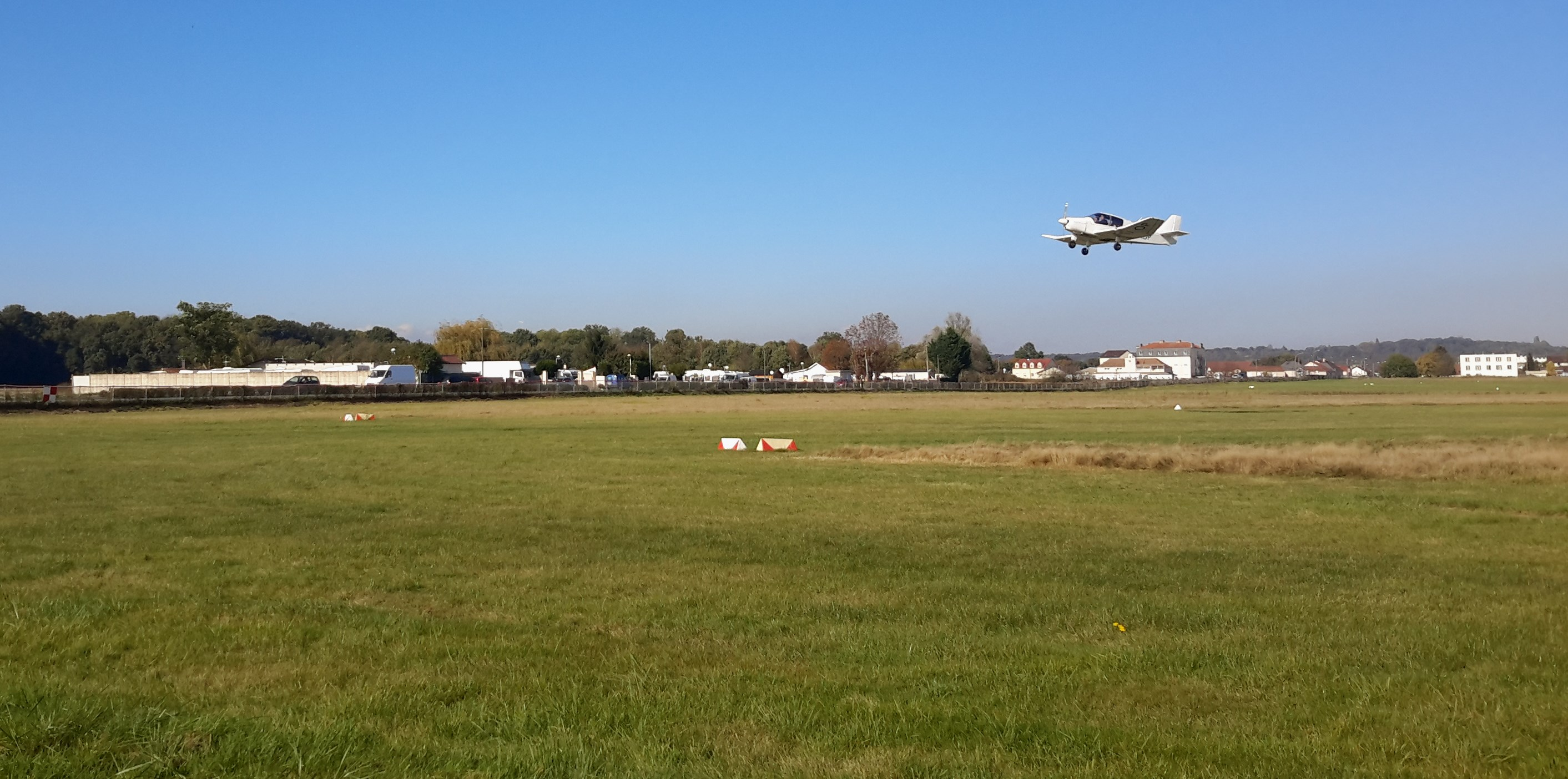
Décollage...

- Aéroclub de la région de Chelles
- Aéroclub Lucien Bossoutrot
- Aéroclub du Perreux